# Vossitrachelophorus limbatus
Vossitrachelophorus limbatus es una especie de coleóptero de la familia Attelabidae.

## Distribución geográfica
Habita en Madagascar.